# Mountfield HK
Le Mountfield HK est un club de hockey sur glace de Hradec Králové en Tchéquie.
Il évolue dans l'Extraliga, l'élite tchèque.
Le club est vice-champion Europe en 2020.

## Historique
Le club est créé en 1926 sous le nom de BK Hradec Králové. Il a changé plusieurs fois de nom au cours de son histoire :
- 1948 : Sokol Škoda Hradec Králové
- 1952 : Spartak Hradec Králové ZVÚ
- 1976 : TJ Stadion Hradec Králové
- 1992 : HC Stadion Hradec Králové
- 1994 : HC LEV Hradec Králové
- 2000 : HC Hradec Králové a.s.
- 2003 : HC VČE Hradec Králové a.s.
- 2007 – HC VCES Hradec Králové a.s.
- 2012 – Královští lvi Hradec Králové a.s.

En 2013, le HC Mountfield de České Budějovice et le conseil municipal ne parviennent pas à trouver un accord pour conserver l'équipe dans la ville et la direction du club de hockey décide de déménager le club à partir de la saison 2013-2014 dans la ville Hradec Králové. Les deux clubs fusionnent alors pour former le Mountfield HK,.
Le Mountfield HK est finaliste de la Ligue des champions en 2020.

## Palmarès
1st. Czech National Hockey League
- Vainqueur (1) : 1993

2nd. Czechoslovak Hockey League
- Vainqueur (2) : 1967 et 1968

## Logos

Ancien logo
L'actuel logo du club